# Trait du Schleswig
Le trait du Schleswig est une race de chevaux de trait de taille moyenne, provenant du land de Schleswig-Holstein, en Allemagne, avec quelques représentants en Basse-Saxe. Ce cheval de traction est employé de nos jours dans l'agriculture ou à la traction de divers véhicules hippomobiles.

## Histoire
Le trait du Schleswig provient, comme son nom l'indique, de Schleswig-Holstein, en Allemagne. Il ressemble fortement à son proche parent le Jutland. Il a été développé durant la seconde moitié du XIXe siècle comme cheval de trait de taille moyenne, lorsque l'association des éleveurs de Schleswig-Holstein a décidé en 1888 de séparer l'élevage des demi-sangs de celui des chevaux de traction. En 1891, la société des éleveurs de chevaux du Schleswig est fondée dans le but pérenniser et de préserver la race. Le marquage au fer V.S.P. dans un ovale sur la cuisse arrière droite a été choisi pour identifier les chevaux enregistrés, et est encore utilisé de nos jours. L'introduction de races plus légères, comme le carrossier du Yorkshire et le Pur-sang, en croisement avec la race, n'a pas d'effet durable.
C'est avec l'introduction d'Oldenbourgs, de Holsteins et de Suffolk Punch en croisement au sein de la race que les résultats désirés sont atteints. En 1862, des étalons Jutland sont importés et élevés en plus. Le nombre de chevaux et la qualité de la race s'accroissent significativement après la Première Guerre mondiale. Toutefois, des croisements avec le Breton et le Boulonnais sont effectués avec succès pour augmenter la qualité des chevaux. En principe, tous les chevaux du Schleswig nés après 1930 ont pour ancêtre commun l'étalon Munkedal, fils du prolifique Oppenheim LXII, un Suffolk Punch.
Une courte augmentation des effectifs a lieu après 1945, avec un pic atteint en 1949, où environ 25 000 juments et 450 étalons sont enregistrés dans le stud-book. La motorisation de l'agriculture entraîne une réduction des demandes, le nombre de chevaux connaît une baisse régulière. En 1976, les effectifs de la race atteignent un seuil critique de 35 juments pour 5 étalons. Cette même année, l'ancienne société de la race est dissoute et le Stud Book du Schleswig-Holstein/Hambourg reprend son enregistrement. La société est reformée en 1991. Elle compte désormais 200 membres.

## Description

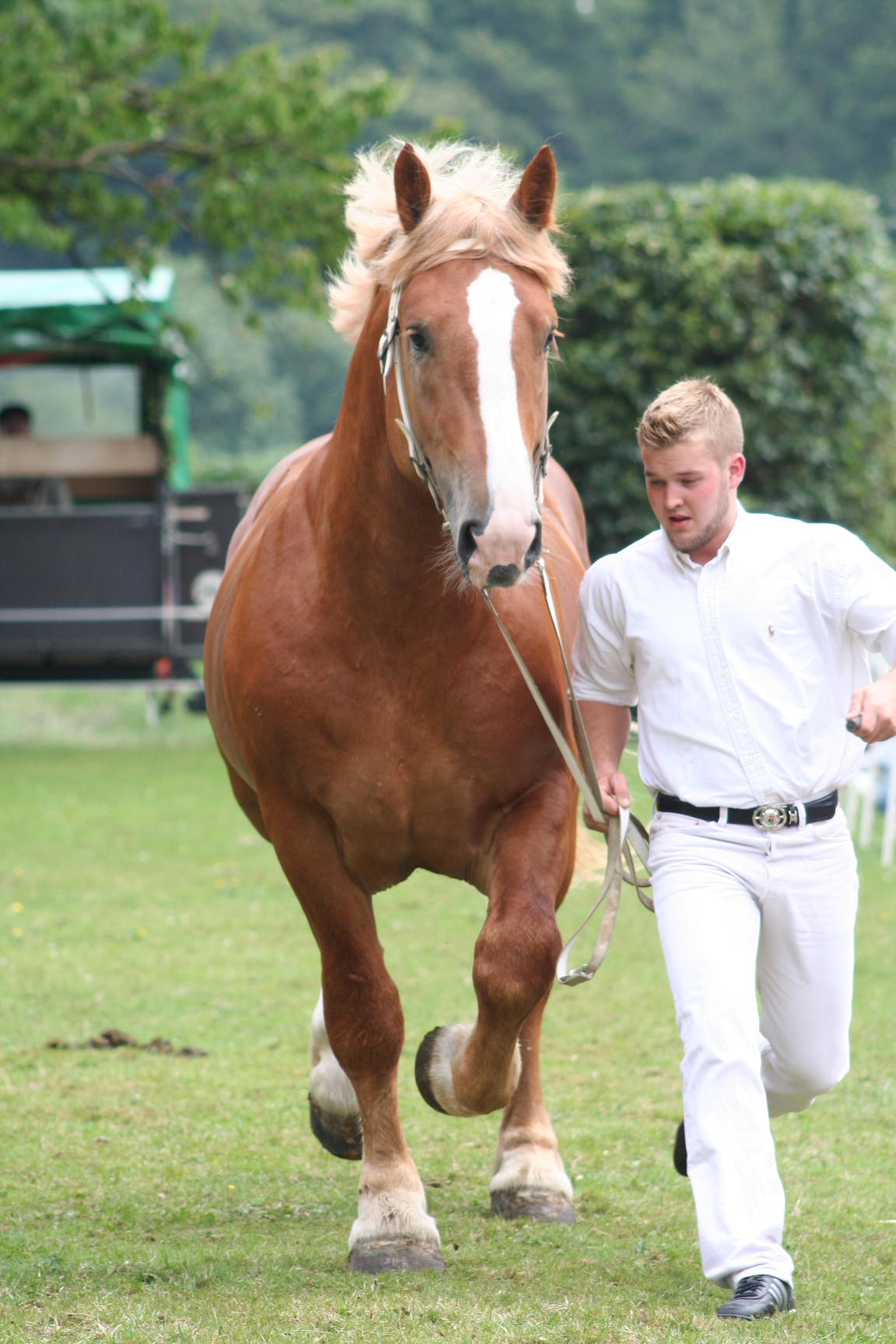
Présentation en main.

Le trait du Schleswig mesure entre 1,57 m et 1,63 m, pour un poids moyen de 800 kg. Les étalons sont souvent plus grands que les juments. Il a une tête courte au profil rectiligne, de bons yeux et un front large. L'encolure est courte et épaisse, les épaules sont puissantes, le corps est long avec une bonne profondeur du passage de sangle, l'arrière-main est puissante, les membres sont courts et trapus avec des fanons abondants.
Il est le cheval de trait allemand le plus distinct génétiquement des autres races de trait allemandes.

### Robe
Il est principalement de robe alezane, bien que parfois bai ou gris.

### Tempérament et entretien
Le trait du Schleswig a un bon mouvement et un caractère placide. Il est polyvalent et agile, doté d'une grande endurance et très désireux d'apprendre.

## Utilisations
Le trait du Schleswig est historiquement élevé pour être un cheval de travail agricole. Il a longtemps été employé dans les fermes, pour le débardage du bois dans les forêts, la traction d'omnibus et de chariots de brasseurs dans les villes, et pour la traction de matériaux militaires. De nos jours, certains continuent d'être mis au travail dans le secteur agricole ou dans l'industrie du bois, mais le développement des pratiques de loisir a pris de l'ampleur, incluant l'attelage et la traction d'omnibus.

## Diffusion de l'élevage
Le nombre de chevaux est remonté à 189 juments et 26 étalons en 2013. Le trait du Schleswig figure sur la liste des races domestiques menacées éditée par l'Association pour la conservation des races animales domestiques anciennes (Gesellschaft zur Erhaltung alter und gefährdeter Haustierrassen) (GEH), sur celle de la FAO des Nations unies (depûis 2007), et celle de l’European Association of Animal Production (EAAP),. Le Trait du Schleswig est par ailleurs éligible aux aides financières accordées en Allemagne pour la préservation des races menacées (2015). L'ouvrage Equine Science (4e édition de 2012) le classe parmi les races de chevaux de trait peu connues au niveau international.